# ربیعی (روستا)
 ربیعی  به عربی ( الرَربیعی )، روستایی است در دهستان بنو واقد از توابع استان استان صَنعاء در کشور یمن در شبه جزیره عربستان.
جواد ربیعی

## جمعیت
جمعیت آن (۶۵) نفر (۵ خانوار) می‌باشد.